# Barberini-tapeter
Barberini-tapeter, tapeter, ofta med motiv ur Kristi liv vävda i textil med början 1630 på uppdrag av kardinal Francesco Barberini. Tapeterna vävdes från början av Giacomo della Riviera och när denne dog 1639 tog hans svärson Gaspare Rocci över arbetet, men när påven Urban VIII dog 1644 upphörde verksamheten nästan helt, dock med en svag uppgång omkring 1660.